# Didymaea microphylla
Didymaea microphylla är en måreväxtart som beskrevs av Louis Otho Otto Williams. Didymaea microphylla ingår i släktet Didymaea och familjen måreväxter.
Artens utbredningsområde är Guatemala. Inga underarter finns listade i Catalogue of Life.